# Perisporiopsis lateritia
Perisporiopsis lateritia är en svampart som beskrevs av P. Chaverri & Gazis 2010. Perisporiopsis lateritia ingår i släktet Perisporiopsis och familjen Parodiopsidaceae.   Inga underarter finns listade i Catalogue of Life.